# Chloroclystis stabiensis
Chloroclystis stabiensis là một loài bướm đêm trong họ Geometridae.